# Туберомамілярне ядро
Туберомамілярне ядро (TMN) — це гістамінергічне ядро, розташоване в задній третині гіпоталамуса. Воно складається здебільшого з гістамінергічних нейронів (тобто нейронів, що вивільняють гістамін) і бере участь у підтриманні збудження, навчання, пам’яті,   
сну та енергетичного балансу.

## Гістамінергічні виходи
Туберомамілярне ядро є єдиним джерелом шляхів гістаміну в мозку людини. Найщільніші аксональні виступи з туберомамілярного ядра направляються до кори головного мозку, гіпокампу, неостріатуму, прилеглого ядра, мигдалеподібного тіла та інших частин гіпоталамуса. Проекції на кору головного мозку безпосередньо збільшують коркову активацію та збудження, а поширення на ацетилхолінергічні нейрони базальної частини переднього мозку та дорсального моста роблять це опосередковано, збільшуючи вивільнення ацетилхоліну в корі головного мозку.